# Săcal, Hajdú-Bihar
Săcal (în maghiară Körösszakál) este un sat în districtul Berettyóújfalu, județul Hajdú-Bihar, Ungaria, având o populație de 886 de locuitori (2011).

## Demografie
Componența etnică a satului Săcal
     Maghiari (64,18%)
     Români (18,2%)
     Romi (17,62%)
Componența confesională a satului Săcal
     Reformați (22,8%)
     Ortodocși (19,86%)
     Fără religie (4,85%)
     Romano-catolici (3,27%)
     Necunoscută (48,65%)
     Greco-catolici (0,56%)
     Alte religii (0,34%)
Conform recensământului din 2011, satul Săcal avea 886 de locuitori. Din punct de vedere etnic, majoritatea locuitorilor (64,18%) erau maghiari, existând și minorități de români (18,2%) și romi (17,62%). Nu există o religie majoritară, locuitorii fiind reformați (22,8%), ortodocși (19,86%), persoane fără religie (4,85%) și romano-catolici (3,27%). Pentru 48,65% din locuitori nu este cunoscută apartenența confesională.
În anul 1881 la Săcal locuiau 666 de persoane, dintre care 433 români, 202 maghiari, și 31 din alte etnii. Din punct de vedere religios, 451 erau ortodocși, 180 reformați, 18 romano-catolici, 14 mozaici.